# Gustav Brüning (Diplomat)
Friedrich Carl Gustav Brüning (* 20. Oktober 1835 in Schwerin; † 23. März 1882 in Beirut) war ein deutscher Jurist und Konsul des Deutschen Reiches.

## Leben
Gustav Brüning, Sohn eines Hofrates, besuchte das Gymnasium Fridericianum Schwerin und legte 1855 das Abitur ab. Anschließend studierte er Jura in Berlin, Göttingen, Heidelberg und Rostock. In Göttingen schloss er sich im Sommersemester 1857 der Burschenschaft Hannovera an. Im Dezember 1860 bestand er das Auskultatorexamen im Großherzogtum Mecklenburg-Schwerin. Danach trat er in den preußischen Justizdienst ein. 1863 erfolgte die Ernennung zum Referendar. Die Referendarzeit unterbrach er für eine längere Bildungsreise nach Frankreich, Italien und Ägypten. Nach bestandenem 2. Staatsexamen 1870 war er als Gerichtsassessor im Bezirk des Kammergerichts tätig.
Die erfolgreiche Bewerbung für die konsularische Laufbahn führte im Oktober 1871 zur Einberufung in den Auswärtigen Dienst. Am 24. November 1871 erhielt er den Auftrag, die kommissarische Verwaltung der Stelle eines Vizekonsuls beim Generalkonsulat des Deutschen Reiches in Alexandria wahrzunehmen. Im März 1872 wurde er zum Vizekonsul ernannt.
Unter Beförderung zum Konsul leitete Gustav Brüning von 1873 bis 1876 das deutsche Konsulat in Tiflis und war danach bis zu seinem Tode Konsul in Beirut. Kurz nach seiner Versetzung erhielt er die allgemeine Ermächtigung, in seinem Amtsbezirk Eheschließungen deutscher Reichsangehöriger vorzunehmen sowie Geburten, Heiraten und Sterbefälle deutscher Reichsangehöriger zu beurkunden.

Karte von Bulgarien nach dem Frieden von San Stefano

Seine Tätigkeit in Beirut wurde durch einen besonderen Auftrag unterbrochen: Nach Beendigung des Russisch-Türkischen Krieges 1877/78 wurde am 3. März 1878 im Frieden von San Stefano das Fürstentum Bulgarien geschaffen, das der Türkei tributpflichtig war. Die Regelungen hinsichtlich Bulgariens erfuhren auf dem Berliner Kongress im Juni/Juli 1878 etliche Änderungen. Das Territorium wurde verkleinert; Russland wurde verpflichtet, die Besetzung Bulgariens innerhalb von neun Monaten zu beenden. Bis das Fürstentum Bulgarien seine staatlichen Angelegenheiten selbst regeln konnte, setzten die europäischen Großmächte eine Europäische Kommission für die Verwaltung Bulgariens in Sofia ein. Diesem Gremium gehörte Gustav Brüning vom 31. Januar bis zum 16. Juli 1879 als Delegierter des Deutschen Reiches an.